# Jivarus antisanae
Jivarus antisanae is een rechtvleugelig insect uit de familie veldsprinkhanen (Acrididae). De wetenschappelijke naam van deze soort is voor het eerst geldig gepubliceerd in 1881 door Bolívar.